# Rowallan Castle

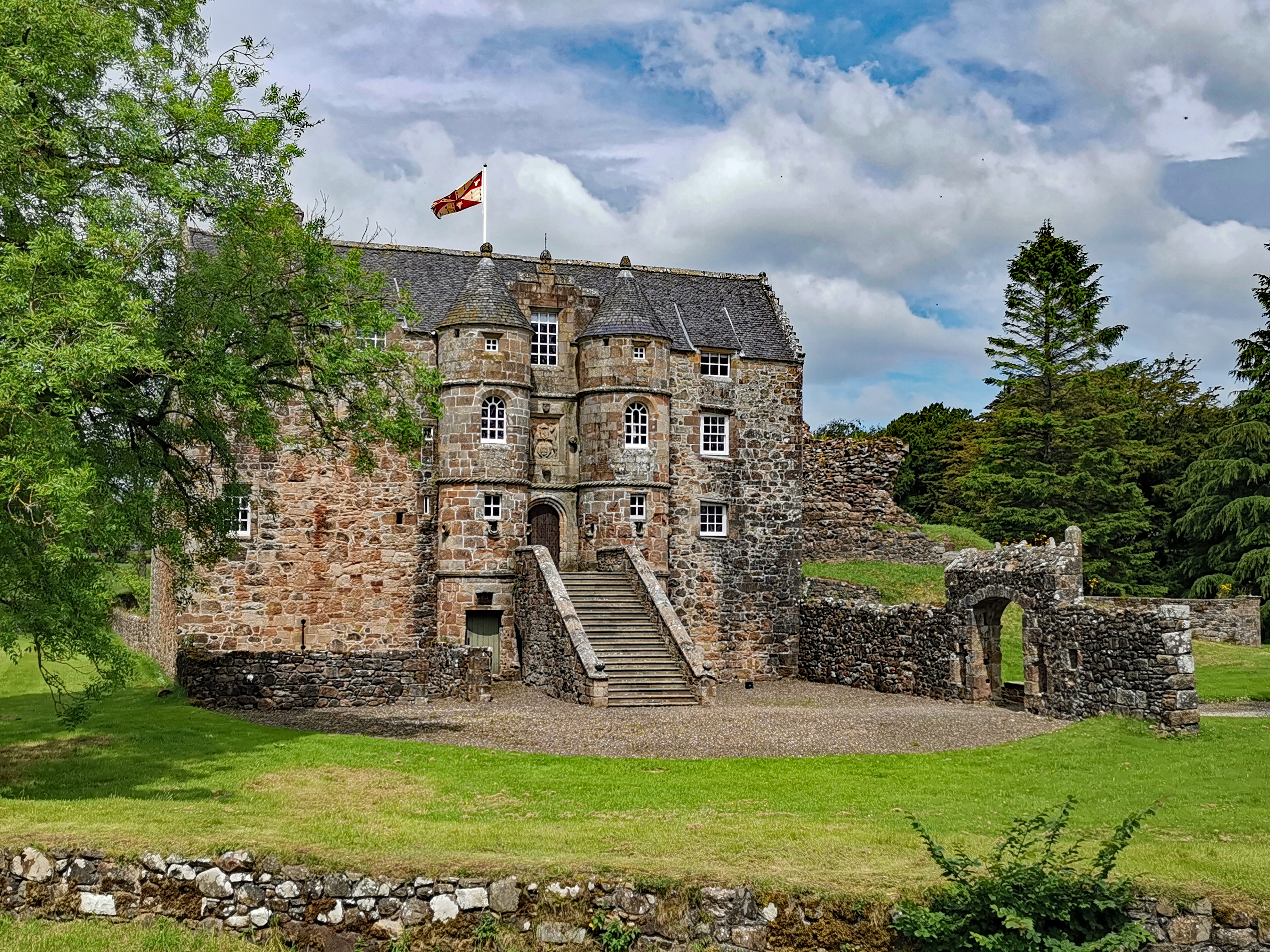
Rowallan Castle

Rowallan Castle ist ein Herrenhaus in der schottischen Council Area East Ayrshire. Es liegt rund 1,5 km nördlich der Stadt Kilmarnock am Ufer des Carmel Water. 1971 wurde das Bauwerk in die schottischen Denkmallisten in der höchsten Denkmalkategorie A aufgenommen.

## Geschichte
Die Geschichte von Rowallan Castle ist ausgiebig archäologisch beleuchtet. Sie kann mindestens bis in die Mitte des 12. Jahrhunderts zurückverfolgt werden. Zu dieser Zeit wurde an diesem Ort ein massiver Steinbau errichtet, welcher erstmals 1263 erwähnt wurde. Unterhalb dieser Struktur sind jedoch hölzerne Stützpfeiler im Erdreich vorhanden, welche auf einen Vorgängerbau hindeuten. Im späten 14. Jahrhundert wurde auf Fundamentresten des Steinbaus ein Tower House erbaut. Bei diesem handelt es sich um ein wahrscheinlich dreistöckigen Bruchsteinbau mit quadratischem Grundriss. Dieser wurde im früheren 16. Jahrhundert umgestaltet und erweitert, wobei das Fundament bis zum ersten Obergeschoss erhalten blieb. Ab dem späten 17. bis Mitte des 18. Jahrhunderts wurde Rowallan Castle nur noch zeitweise genutzt und verfiel zusehends. In der Folge stürzten verschiedene Gewölbe, auch infolge von Steindiebstahl, ein. Das Herrenhaus wurde zwischenzeitlich restauriert.